# زوفیا شچشنیوسکا
زوفیا شچشنیوسکا (انگلیسی: Zofia Szczęśniewska; ۳۱ اوت ۱۹۴۳ – ۲ دسامبر ۱۹۸۸) بازیکن والیبال اهل لهستان بود.